# Jess Robbins
Leo White (n. 30 aprilie 1886, Dayton, Ohio, SUA – d. 11 martie 1973, Los Angeles, California, SUA) a fost un regizor american de film, producător și scenarist. A regizat 73 de filme între 1913 -  1927. Este primul care a regizat un film cu Stan și Bran, The Lucky Dog (1921).

## Filmografie (selecție)
- His New Job (1915)
- A Night Out (1915)
- The Champion (1915)
- A Jitney Elopement (1915)
- The Tramp (1915)
- By the Sea (1915)
- Work (1915)
- A Woman (1915)
- The Bank (1915)
- Shanghaied (1915)
- A Night in the Show (1915)
- Police (1916)
- Burlesque on Carmen (1916)
- Triple Trouble (1918)
- Fists and Fodder (1920)
- Pals and Pugs (1920)
- He Laughs Last (1920)
- Springtime (1920)
- The Decorator (1920)
- The Trouble Hunter (1920)
- His Jonah Day (1920)
- The Backyard (1920)
- The Nuisance (1921)
- The Mysterious Stranger (1921)
- The Blizzard (1921)
- The Tourist (1921)
- The Lucky Dog (1921)
- Should Sailors Marry? (1925)
- A Little Bit of Fluff (1928)

## Legături externe
- Jess Robbins la Internet Movie Database

## Vezi și
- Listă de regizori americani